# Dialog om Sättet att sluta Stycken
Dialog om Sättet att sluta Stycken är ett verk av Carl Jonas Love Almqvist. Dialogen ingår i band VI av den så kallade duodesupplagan av Törnrosens bok, vilket utkom 1835. Hela texten utgörs av ett samtal mellan de två viktigaste karaktärerna i ramberättelsen till Törnrosens bok, Richard Furumo och Herr Hugo, som bland annat kommenterar och analyserar två av de andra verk som ingår i törnrosserien: Drottningens juvelsmycke och Ramido Marinesco. ”Dialog om Sättet att sluta Stycken” har ofta uppfattats som en viktig källa för Almqvists litteratursyn, och man har framför allt framhållit den viktiga roll läsaren tillmäts.